# Gabinet Merkel III

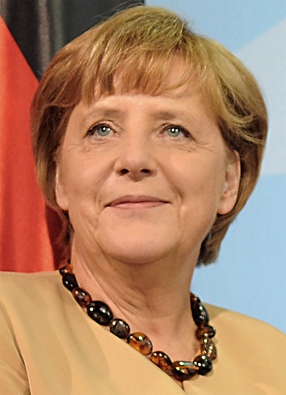
Angela Merkel, la Cancellera

El Gabinet Merkel III o Gabinet d'Angela Merkel III és l'actual gabinet de ministres del govern alemany, la Cancellera és Angela Merkel de la CDU, des del 17 de desembre de 2013. És un govern de triple coalició: els democristians de la Unió Demòcrata Cristiana d'Alemanya (CDU) i els de la Unió Social Cristiana de Baviera (CSU) i els socialdemòcrates del Partit Socialdemòcrata d'Alemanya (SPD).
Abans d'aquest gabinet de ministres hi havia el Gabinet Merkel II (CDU, CSU i FDP).

## Composició
| XVIII Legislatura (des del 17/12/2013) |
| Cancellera: Angela Merkel (CDU)        |

| Ministeri Federal                                              | Titulars                                       | Titulars                                       | Titulars                                 |
| -------------------------------------------------------------- | ---------------------------------------------- | ---------------------------------------------- | ---------------------------------------- |
| Ministeri Federal                                              | 17 de desembre de 2013                         | 17 de febrer de 2014                           | 27 de gener de 2017                      |
| Vicecanceller, Economia i Energia                              | Sigmar Gabriel (SPD) fins al 27.01.17          | Sigmar Gabriel (SPD) fins al 27.01.17          |                                          |
| Vicecanceller i Afers Exteriors                                |                                                |                                                | Sigmar Gabriel (SPD) des del 27.01.17    |
| Afers Exteriors                                                | Frank-Walter Steinmeier (SPD) fins al 27.01.17 | Frank-Walter Steinmeier (SPD) fins al 27.01.17 |                                          |
| Economia i Energia                                             |                                                |                                                | Brigitte Zypries (SPD) des del 27.01.17  |
| Interior                                                       | Thomas de Maizière (CDU)                       | Thomas de Maizière (CDU)                       | Thomas de Maizière (CDU)                 |
| Justícia i Protecció del Consumidor                            | Heiko Maas (SPD)                               | Heiko Maas (SPD)                               | Heiko Maas (SPD)                         |
| Finances                                                       | Wolfgang Schäuble (CDU)                        | Wolfgang Schäuble (CDU)                        | Wolfgang Schäuble (CDU)                  |
| Treball i Afers Socials                                        | Andrea Nahles (SPD)                            | Andrea Nahles (SPD)                            | Andrea Nahles (SPD)                      |
| Alimentació i Agricultura                                      | Hans-Peter Friedrich (CSU) fins al 17.02.14    | Christian Schmidt (CSU) des del 17.02.14       | Christian Schmidt (CSU) des del 17.02.14 |
| Defensa                                                        | Ursula von der Leyen (CDU)                     | Ursula von der Leyen (CDU)                     | Ursula von der Leyen (CDU)               |
| Afers Familiars, Tercera Edat, Dona i Joventut                 | Manuela Schwesig (SPD)                         | Manuela Schwesig (SPD)                         | Manuela Schwesig (SPD)                   |
| Salut                                                          | Hermann Gröhe (CDU)                            | Hermann Gröhe (CDU)                            | Hermann Gröhe (CDU)                      |
| Transport i Infraestructura Digital                            | Alexander Dobrindt (CSU)                       | Alexander Dobrindt (CSU)                       | Alexander Dobrindt (CSU)                 |
| Medi Ambient, Conservació de la Naturalesa i Seguretat Nuclear | Barbara Hendricks (SPD)                        | Barbara Hendricks (SPD)                        | Barbara Hendricks (SPD)                  |
| Educació i Recerca                                             | Johanna Wanka (CDU)                            | Johanna Wanka (CDU)                            | Johanna Wanka (CDU)                      |
| Cooperació Econòmica i Desenvolupament                         | Gerd Müller (CSU)                              | Gerd Müller (CSU)                              | Gerd Müller (CSU)                        |
| Tasques Especials i Cap de la Cancelleria                      | Peter Altmaier (CDU)                           | Peter Altmaier (CDU)                           | Peter Altmaier (CDU)                     |